# Euceroplatus flavifemoratus
Euceroplatus flavifemoratus är en tvåvingeart som först beskrevs av Tollet 1955.  Euceroplatus flavifemoratus ingår i släktet Euceroplatus och familjen platthornsmyggor. Inga underarter finns listade i Catalogue of Life.